# 伊篠新田
伊篠新田（いじのしんでん）は、千葉県印旛郡酒々井町の大字。郵便番号285-0904。

## 地理
北東は今倉新田、東から南は富里市七栄、西は上岩橋、北西は伊篠に隣接している。

## 歴史
江戸期は伊篠新田村であり、下総国印旛郡のうち。伊篠新田ともいう。江戸前期、上岩橋村の村民により新田開発され、承応2年の新田検地により成立。佐倉藩領。村高は、「元禄郷帳」51石余、「天保郷帳」「旧高旧領」ともに52石余。承応2年伊篠新田水帳によれば、反別下田6町3反余・下畑1町7反余・屋敷2反余、名請人10（区有文書/酒々井町史史料集1）。成田街道酒々井宿の助郷村。佐倉七牧のうち内野牧に接し、佐倉牧捕馬の際には追勢子人足を差出した。明治6年千葉県に所属。明治22年酒々井町の大字となる。

### 年表
- 1873年（明治6年） - 千葉県に所属。
- 1889年（明治22年）4月1日 - 酒々井町伊篠新田になる。
  - 町村制施行し、酒々井町、下台村、馬橋村、墨村、飯積村、尾上村、中川村、上岩橋村、伊篠村、伊篠新田、篠山新田、今倉新田、下岩橋村、柏木村、本佐倉村、本佐倉町が合併し印旛郡酒々井町が発足。

## 世帯数と人口
2017年（平成29年）11月1日現在の世帯数と人口は以下の通りである。
| 大字     | 世帯数 | 人口 |
| -------- | ------ | ---- |
| 伊篠新田 | 20世帯 | 61人 |

## 小・中学校の学区
町立小・中学校に通う場合、学区は以下の通りとなる。
| 番地 | 小学校                 | 中学校                 |
| ---- | ---------------------- | ---------------------- |
| 全域 | 酒々井町立酒々井小学校 | 酒々井町立酒々井中学校 |

## 施設
- 伊篠新田コミュニティセンター